# Campionati del mondo di mountain bike marathon 2023
I Campionati del mondo di mountain bike marathon 2023 (en. 2023 UCI Mountain Bike Marathon World Championships), ventunesima edizione della competizione, furono disputati nella Glentress Forest, vicino Glasgow, in Scozia, il 6 agosto 2023, nell'ambito dei primi campionati del mondo di ciclismo, manifestazione che unisce tutti i campionati mondiali delle singole discipline ciclistiche.
Il percorso prevedeva un giro di 19,3 km da percorrere 5 volte per un totale di 96,5 km, sia per la prova maschile che per quella femminile.

## Medagliere
| Pos.   | Paese     | Oro | Argento | Bronzo | Totale |
| ------ | --------- | --- | ------- | ------ | ------ |
| 1      | Austria   | 1   | 0       | 0      | 1      |
| 1      | Brasile   | 1   | 0       | 0      | 1      |
| 3      | Rep. Ceca | 0   | 1       | 0      | 1      |
| 3      | Sudafrica | 0   | 1       | 0      | 1      |
| 5      | Germania  | 0   | 0       | 2      | 2      |
| Totale | Totale    | 2   | 2       | 2      | 6      |

## Sommario degli eventi
| Eventi                  | Oro                        | Tempo    | Argento                 | Tempo | Bronzo                   | Tempo   |
| Gara maschile dettagli  | Henrique Avancini Brasile  | 4h14'42" | Martin Stošek Rep. Ceca | a 28" | Lukas Baum Germania      | a 1'43" |
| Gara femminile dettagli | Mona Mitterwallner Austria | 5h07'50" | Candice Lill Sudafrica  | a 54" | Adelheid Morath Germania | a 9'50" |